# 梅迪亚克
梅迪亚克（法語：Médillac，法語發音：[medijak]）是法国夏朗德省的一个市镇，属于昂古莱姆区。

## 地理
梅迪亚克（45°13'20"N, 0°1'26"E）面积5.84 平方千米，位于法国新阿基坦大区夏朗德省，该省份为法国西部内陆省份，北起德塞夫勒省和维埃纳省，东临上维埃纳省，东南至多尔多涅省，南至多爾多涅省，西接滨海夏朗德省。
与梅迪亚克接壤的市镇（或旧市镇、城区）包括：巴扎克、里乌马尔坦、圣阿维、拉热内图兹、圣艾居兰、帕尔库勒-舍诺。

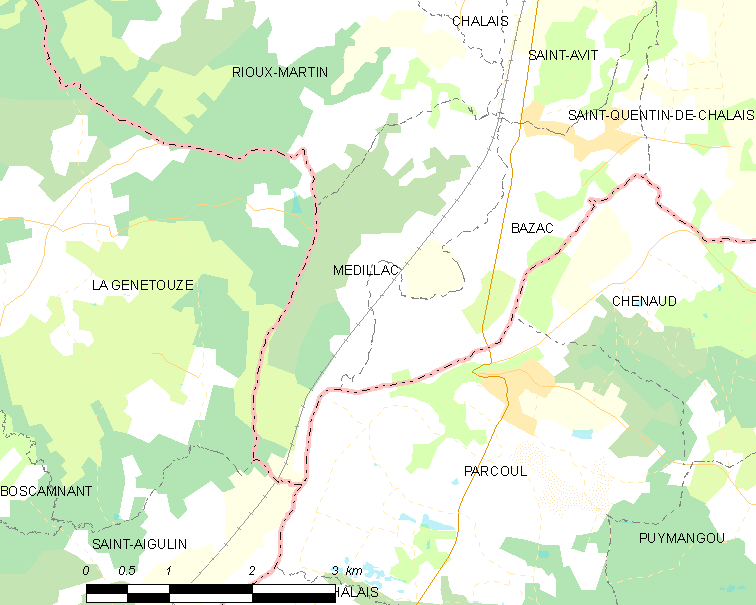
梅迪亚克的OSM定位图

梅迪亚克的时区为UTC+01:00、UTC+02:00（夏令时）。

## 行政
梅迪亚克的邮政编码为16210，INSEE市镇编码为16215。

## 政治
梅迪亚克所属的省级选区为蒂德-拉瓦莱特县。

## 人口

1962-2008年间梅迪亚克人口变化图示

梅迪亚克于2022年1月1日时的人口数量为151人。